# Yigoga hyrcana
Yigoga hyrcana är en fjärilsart som beskrevs av Corti 1933. Yigoga hyrcana ingår i släktet Yigoga och familjen nattflyn. Inga underarter finns listade i Catalogue of Life.